# Beyeria similis
Beyeria similis är en törelväxtart som först beskrevs av Johannes Müller Argoviensis, och fick sitt nu gällande namn av Henri Ernest Baillon. Beyeria similis ingår i släktet Beyeria och familjen törelväxter. Inga underarter finns listade i Catalogue of Life.